# Corynocarpus cribbianus
Corynocarpus cribbianus là một loài thực vật có hoa trong họ Corynocarpaceae. Loài này được (F.M.Bailey) L.S.Sm. mô tả khoa học đầu tiên năm 1956.